# Уотт-Клутье, Шейла
Шейла Уотт-Клутье (англ. Sheila Watt-Cloutier; Кууджуак, Канада; 2 декабря 1953 год) — общественный деятель, политик, писательница, активистка и борец за права человека и соблюдение прав инуитов и других коренных народов, а также их культуры. Награждена Орденом Канады в 2006 году, в 2005 году была удостоена премии Софии, а в 2015 году — премии «За достойный образ жизни».

## Биография
Шейла Уотт-Клутье (урожденная Уотт) родилась 2 декабря 1953 года в поселении Кууджуак, Нунавик. Её мать, Дейзи Уотт (1921—2002), была переводчицей и медиком. Отец — Джордж Корнелсон, исследователь Севера. В 1956 году семья переехала в Нью-Форт-Чимо — бывшую американскую военную базу. В течение первых десяти лет своей жизни Шейла воспитывалась матерью и бабушкой по материнской линии, поскольку отец оставил семью. За успехи в учёбе в возрасте 10 лет Шейла стала участницей федеральной правительственной образовательной программы на юге Канады. Это время, когда она была переселена на юг и поселена в семью европейцев, проживающих в провинции Новая Шотландия она описывала, как довольно травматичный. На новом месте Шейла упорно взялась изучать английский язык, что обернулось тем, что она стала забывать родной язык и культурные особенности. Спустя два года она была переведена в Центр профессиональной подготовки Черчилля. Здесь она освоила такие профессиональные навыки, как кулинария, ведение домашнего хозяйства и шитьё, а также занималась баскетболом, волейболом и гимнастикой. По возвращении домой в около 1970 года Шейла работала переводчиком в местной больнице в течение четырёх лет. Весной 1974 года она вышла замуж за Дениса Клутье — французско-канадского диспетчера, которого она встретила в аэропорту Форт-Чимо. В браке у пары появилась дочь Сильвия и сын Эрик. В 1977 году семья переехала в Монреаль, где они прожили несколько лет, прежде чем переехать в соседний город Сент-Эсташ. В течение этого времени Шейла работала в пригороде Монреаля Дорвале, занимаясь административной работой в главном офисе Кативикского школьного совета. В 1990 году Уотт-Клутье была назначена уполномоченной при региональном совете здравоохранения. В круг её обязанностей входило изучение последствий злоупотребления алкоголем и наркотиками в северных общинах. В 1993 году Шейла участвовала в местных выборах, но проиграла. В 1998 году под её руководством был выпущен документальный фильм «Захватывающий дух: путешествие инуитов». В фильме была раскрыта проблема самоубийств, наркомании и нищеты среди инуитов, что было обусловлено потерей культурной самобытности. В 1995 году была избрана на должность президента Циркумполярного совета инуитов (ICC), который представляет интересы инуитов, проживающих в Гренландии, Канаде, Аляске и на Чукотке, занимая её до 2002 года. В 2007 году Шейла была номинирована на Нобелевскую премию мира за свою экологическую и политическую активность, в борьбе с последствиями изменения климата для жизни инуитов. В 2015 году за защиту прав эскимосов в Арктике была награждена премией «За достойный образ жизни».